# Ángeles Vázquez Mejuto
María Ángeles Vázquez Mejuto (Mellid, La Coruña, 3 de abril de 1972) es una política española del PPdeG. Desde 2015 hasta 2018 fue consejera de Medio Rural, desde 2018 hasta 2024 consejera de Medio Ambiente, Territorio y Vivienda y desde 2024 consejera de Medio Ambiente y Cambio Climárico de la Junta de Galicia. Desde 2023 hasta 2024 fue Vicepresidenta segunda de la Junta de Galicia. Durante 12 años estuvo al frente de la alcaldía de Mellid.

## Trayectoria
Licenciada en Geografía e Historia por la Universidad de Santiago de Compostela en la especialidad de Geografía Aplicada. Es profesora y técnica en información y cultura. Trabajó en la radio municipal de Mellid.
En las elecciones municipales de 2003 se presentó en la candidatura del PPdeG en Mellid y fue elegida concejal. Fue diputada provincial. En 2004 fue elegida alcaldesa de Mellid tras la dimisión del alcalde Miguel Pampín Rúa, que fue nombrado senador. En las elecciones generales de 2008 fue candidata a diputada por el PPdeG por la provincia de La Coruña. No salió elegida, pero en 2010 sustituyó a Gerardo Conde Roa. En las municipales de 2011 encabezó la candidatura del PPdeG a la alcaldía de Mellid y fue elegida alcaldesa con mayoría absoluta. En las municipales de 2015 volvió a ser elegida alcaldesa con mayoría absoluta.
En octubre de 2015 fue nombrada Consejera de Medio Rural. Fue elegida diputada en las elecciones al Parlamento de Galicia 2016. En enero de 2017 renunció al cargo de diputada en el Parlamento de Galicia. tras esto, en 2018 se convierte en la consejera de Medio Ambiente, Territorio y Vivienda, dejando en manos de José González Vázquez la consejería de Medio Rural. En las elecciones autonómicas al parlamento gallego, Mejuto fue como cabeza de lista por La Coruña, volviendo a entrar al parlamento como diputada por segunda vez.
Reside en Os Ánxeles, Mellid.